# Arquidiocese de Nápoles
A Arquidiocese de Nápoles (Archidiœcesis Neapolitana) é uma arquidiocese da Igreja Católica situada em Nápoles, na Itália. Seu atual arcebispo é  Domenico Battaglia. Sua sé é a Catedral de Nápoles.
Em 2016, possuía 288 paróquias servidas por 619 padres, contando com 94% da população jurisdicionada batizada.

## História
Segundo a tradição, Nápoles teria sido visitado por São Pedro e São Paulo e o próprio São Pedro teria ido direito consagrar o bispo Santo Aspreno. Quase todos os bispos até o século VI, e outros no século VII são reverenciados como santos pela Igreja Católica.
No início do século XI Sérgio II foi o primeiro a usar o título de arcebispo. Durante o período de domínio bizantino os arcebispos de Nápoles sempre foram dedicados a Roma, embora nominalmente todas as possessões bizantinas na Itália estivessem sob a jurisdição do Patriarca de Constantinopla. Em Nápoles, estavam em voga o rito romano e o rito bizantino.
No início do século XIII, expandiu-se a arquidiocese napolitana após a destruição da cidade de Cuma (1207), que resultou na supressão da diocese Cumana e sua agregação à napolitana. De 1458 para 1575 o arcebispo era a prerrogativa de vários membros da família Carafa, que sucedeu com uma única interrupção de cinco anos.
Dois arcebispos de Nápoles foram elevados ao papado: o Papa Paulo IV em 1555 e Papa Inocêncio XII, em 1686.

## Prelados
|                             | Nome                                             | Período    | Notas                                                            |
| Arcebispos                  | Arcebispos                                       | Arcebispos | Arcebispos                                                       |
| --------------------------- | ------------------------------------------------ | ---------- | ---------------------------------------------------------------- |
| 77º                         | Domenico Cardeal Battaglia                       | 2020-      | Atual                                                            |
| 76º                         | Crescenzio Cardeal Sepe                          | 2006-2020  | Arcebispo emérito                                                |
| 75º                         | Michele Cardeal Giordano                         | 1987-2006  |                                                                  |
| 74º                         | Corrado Cardeal Ursi                             | 1966-1987  |                                                                  |
| 73º                         | Alfonso Cardeal Castaldo                         | 1958-1966  |                                                                  |
| 72º                         | Marcelo Cardeal Mimmi                            | 1952-1958  | Nomeado secretário da Sagrada Congregação Consistorial           |
| 71º                         | Alessio Cardeal Ascalesi, C.PP.S.                | 1924-1952  |                                                                  |
| 70º                         | Michele Zezza di Zapponeta                       | 1923       | Nomeado Patriarca titular de Constantinopla                      |
| 69º                         | Giuseppe Antonio Ermenegildo Cardeal Prisco      | 1898-1923  |                                                                  |
| 68º                         | Vincenzo Maria Sarnelli                          | 1897-1898  |                                                                  |
| 67º                         | Guglielmo Cardeal Sanfelice d'Acquavella, O.S.B. | 1878-1897  |                                                                  |
| 66º                         | Sisto Cardeal Riario Sforza                      | 1845-1877  |                                                                  |
| 65º                         | Filippo Cardeal Giudice Caracciolo               | 1833-1844  |                                                                  |
| 64º                         | Luigi Cardeal Ruffo Scilla                       | 1802-1832  |                                                                  |
| 63º                         | Giovanni Vincenzo Monforte                       | 1802       |                                                                  |
| 62º                         | Giuseppe Maria Cardeal Capece Zurlo, C.R.        | 1782-1801  |                                                                  |
| 61º                         | Serafino Filangeri, O.S.B.                       | 1776-1782  |                                                                  |
| 60º                         | Antonino Cardeal Sersale                         | 1754-1775  |                                                                  |
| 59º                         | Giuseppe Cardeal Spinelli                        | 1734-1754  | Nomeado Pró-prefeito da Congregação do Conselho                  |
| 58º                         | Francesco Cardeal Pignatelli, C.R.               | 1703-1734  |                                                                  |
| 57º                         | Giacomo Cardeal Cantelmo                         | 1691-1702  |                                                                  |
| 56º                         | Antonio Cardeal Pignatelli del Rastrello         | 1686-1691  | Eleito Papa Inocêncio XII                                        |
| 55º                         | Innico Cardeal Caracciolo                        | 1667-1685  |                                                                  |
| 54º                         | Ascanio Cardeal Filomarino                       | 1642-1666  |                                                                  |
| 53º                         | Francesco Cardeal Boncompagni                    | 1626-1641  |                                                                  |
| 52º                         | Diego Cardeal Carafa                             | 1613-1626  |                                                                  |
| 51º                         | Ottavio Cardeal Acquaviva d'Aragona, Sr.         | 1605-1612  |                                                                  |
| 50º                         | Alfonso Cardeal Gesualdo di Conza                | 1596-1603  |                                                                  |
| 49º                         | Aniballe de Capua                                | 1578-1595  |                                                                  |
| 48º                         | Paolo Cardeal Burali d'Arezzo, C.R.              | 1576-1578  |                                                                  |
| 47º                         | Mario Carafa                                     | 1565-1575  |                                                                  |
| 46º                         | Alfonso Cardeal Carafa                           | 1557-1565  |                                                                  |
| 45º                         | Gian Pietro Cardeal Carafa                       | 1549-1555  | Eleito Papa Paulo IV                                             |
| 44º                         | Francesco Carafa                                 | 1541-1544  |                                                                  |
| 43º                         | Gianvicenzo Cardeal Carafa                       | 1505-1541  | Renunciou                                                        |
| 42º                         | Bernardino Carafa                                | 1505       | Faleceu antes da posse                                           |
| 41º                         | Alessandro Carafa                                | 1484-1503  |                                                                  |
| 40º                         | Oliviero Cardeal Carafa                          | 1458-1484  | Renunciou                                                        |
| 39º                         | Giacomo Cardeal Tebaldi                          | 1458-1458  | Renunciou                                                        |
| 38º                         | Rinaldo Cardeal Piscicello                       | 1451-1457  |                                                                  |
| 37º                         | Gaspare de Diano                                 | 1438-1450  |                                                                  |
| 36º                         | Giacomo de Rossi                                 | 1415-1418  |                                                                  |
| 35º                         | Niccolò de Diano                                 | 1411-1435  |                                                                  |
| 34º                         | Giovanni VII                                     | 1407-1411  | Deposto                                                          |
| 33º                         | Giordano Cardeal Orsini                          | 1400-1405  | Bispo eleito                                                     |
| 32º                         | Enrico Cardeal Minutolo                          | 1389-1400  | Renunciou                                                        |
| 31º                         | Nicolò Zanasio                                   | 1385-1389  |                                                                  |
| 30º                         | Lodovico Bozuto                                  | 1378-1383  |                                                                  |
| 29º                         | Bernard de Rodes                                 | 1368-1378  | Deposto                                                          |
| 28º                         | Bernard Cardeal du Bosquet                       | 1365-1368  |                                                                  |
| 27º                         | Pierre Amiel de Sarcenas, O.S.B.                 | 1363-1365  | Pseudocardeal, nomeado Arcebispo de Embrun                       |
| 26º                         | Pierre de Gratia                                 | 1362-1363  |                                                                  |
| 25º                         | Bertando de Meyshones                            | 1358-1362  |                                                                  |
| 24º                         | Giovanni Orsini                                  | 1328-1358  |                                                                  |
| 23º                         | Annibaldo Cardeal di Ceccano                     | 1326-1327  | Renunciou                                                        |
| 22º                         | Bertoldo Orsini                                  | 1322-1325  |                                                                  |
| 21º                         | Matteo Filomarino                                | 1320-1322  | Bispo eleito                                                     |
| 20º                         | Umberto de Montauro                              | 1308-1320  |                                                                  |
| 19º                         | Giacomo da Viterbo, O.E.S.A.                     | 1302-1307  |                                                                  |
| 18º                         | Filippo Capece Minutolo                          | 1285-1301  |                                                                  |
| 17º                         | Aiglerio                                         | 1265-1281  |                                                                  |
| 16º                         | Delfino                                          | 1263-?     |                                                                  |
| 15º                         | Bernardo Caracciolo Rossi                        | 1252-1262  |                                                                  |
| 14º                         | Pietro de Surrento                               | 1217-1247  |                                                                  |
| 13º                         | Tommaso Cardeal de Cápua                         | 1216       | Não tomou posse                                                  |
| 12º                         | Anselmo                                          | ?-1215     |                                                                  |
| 11º                         | Sergio IV                                        | 1168-1192  |                                                                  |
| 10º                         | Marino                                           | 1118-1151  |                                                                  |
| 9º                          | Gregorio                                         | 1116-?     | Mencionado                                                       |
| 8º                          | Pietro I                                         | 1094-?     | Mencionado                                                       |
| 7º                          | L. ?                                             | 1080-?     | Mencionado                                                       |
| 6º                          | Giovanni VI                                      | 1065-1071  |                                                                  |
| 5º                          | Sergio III                                       | 1059-?     | Mencionado                                                       |
| 4º                          | Vítor II                                         | 1045-?     | Mencionado                                                       |
| 3º                          | Giovanni V                                       | 1033-?     | Mencionado                                                       |
| 2º                          | Gentile                                          | ?          |                                                                  |
| 1º                          | Sergio II                                        | 981-1006   |                                                                  |
| Arcebispos coadjutores      |                                                  |            |                                                                  |
|                             | Alfonso Castaldo                                 | 1950-1958  |                                                                  |
|                             | Michele Zezza di Zapponeta                       | 1919-1923  |                                                                  |
| Bispos                      |                                                  |            |                                                                  |
| 51º                         | Nicetas                                          | 962-?      |                                                                  |
| 50º                         | Atanásio III                                     | 937-961    |                                                                  |
| 49º                         | Estêvão III                                      | 903-?      |                                                                  |
| 48º                         | Atanásio II                                      | 877-903    |                                                                  |
| 47º                         | Atanásio I                                       | 849-872    |                                                                  |
| 46º                         | João IV                                          | 838-849    |                                                                  |
| 45º                         | Tibério                                          | 818-838    |                                                                  |
| 44º                         | Orsão II                                         | 811-818    | Bispo eleito                                                     |
| 43º                         | Paulo III                                        | ?-810      |                                                                  |
| 42º                         | Estêvão II                                       | 756-789    |                                                                  |
| 41º                         | Paulo II                                         | ?-756      |                                                                  |
| 40º                         | Calvo                                            | 745-752    |                                                                  |
| 39º                         | Cosme II                                         | 743-?      |                                                                  |
| 38º                         | Sérgio I                                         | 716-743    |                                                                  |
| 37º                         | Lourenço                                         | 701-716    |                                                                  |
| 36º                         | Juliano                                          | 694-701    |                                                                  |
| 35º                         | Agnelo                                           | 672-693    |                                                                  |
| 34º                         | Adeodato                                         | 654-672    |                                                                  |
| 33º                         | Leôncio                                          | 649-653    |                                                                  |
| 32º                         | Eusébio                                          | 644-648    |                                                                  |
| 31º                         | Gracioso                                         | 638-644    |                                                                  |
| 30º                         | Cesário                                          | 635-638    |                                                                  |
| 29º                         | João III                                         | 615-635    |                                                                  |
| 28º                         | Pascásio                                         | 602-615    |                                                                  |
| 27º                         | Fortunato II                                     | 593-601    |                                                                  |
| 26º                         | Demétrio                                         | 584-591    | Deposto                                                          |
| 25º                         | Reduce                                           | 581-584    |                                                                  |
| 24º                         | Vicente                                          | 559-?      |                                                                  |
| 23º                         | João II                                          | 540-?      |                                                                  |
| 22º                         | Pomponio                                         | 513-540    |                                                                  |
| 21º                         | Estevão I                                        | 496-?      |                                                                  |
| 20º                         | Vitor I                                          | 486-?      | Mencionado                                                       |
| 19º                         | Félix                                            | 456-?      |                                                                  |
| 18º                         | Timásio                                          | 448?-456?  |                                                                  |
| 17º                         | Nostriano                                        | 432-?      |                                                                  |
| 16º                         | João I                                           | 402-429    |                                                                  |
| 15º                         | Orsão I                                          | 400-402    |                                                                  |
| 14º                         | Severo                                           | 357-400    |                                                                  |
| 13º                         | Maximo                                           | 348-357    |                                                                  |
| 12º                         | Calepódio                                        | 317-347    |                                                                  |
| 11º                         | Zósimo ou Cosme I                                | 300-317    |                                                                  |
| 10º                         | Marciano                                         | 278-?      |                                                                  |
| 9º                          | Fortunato I                                      | (258 - ?)  |                                                                  |
| 8º                          | Eufébio                                          | 250-?      |                                                                  |
| 7º                          | Eustácio de Nápoles                              | 233-250    |                                                                  |
| 6º                          | Agripino                                         | 223-233    |                                                                  |
| 5º                          | Paulo I                                          | 203-223    |                                                                  |
| 4º                          | Probo                                            | 180-?      |                                                                  |
| 3º                          | Marão                                            | 152-180    |                                                                  |
| 2º                          | Epatimito                                        | 131-152    |                                                                  |
| 1º                          | Aspreno                                          | 44-79      |                                                                  |
| Bispos auxiliares           |                                                  |            |                                                                  |
|                             | Michele Autuoro                                  | 2021-      | Atual                                                            |
|                             | Francesco Beneduce, S.J.                         | 2021-      | Atual                                                            |
|                             | Gaetano Castello                                 | 2021-      | Atual                                                            |
|                             | Gennaro Acampa                                   | 2014-2021  | Bispo auxiliar emérito                                           |
|                             | Salvatore Angerami                               | 2014-2019  |                                                                  |
|                             | Lucio Lemmo                                      | 2010-2021  | Bispo auxiliar emérito                                           |
|                             | Antonio Di Donna                                 | 2007-2013  | Nomeado Bispo de Acerra                                          |
|                             | Filippo Iannone, O. Carm.                        | 2001-2009  | Nomeado Bispo de Sora-Aquino-Pontecorvo                          |
|                             | Vincenzo Pelvi                                   | 1999-2006  | Nomeado Ordinário Militar para Itália                            |
|                             | Agostino Vallini                                 | 1989-1999  | Nomeado Bispo de Albano                                          |
|                             | Ciriaco Scanzillo                                | 1989-1996  |                                                                  |
|                             | Antonio Ambrosanio                               | 1977-1988  | Nomeado Arcebispo de Spoleto-Norcia                              |
|                             | Antonio Pagano                                   | 1977-1983  | Nomeado Bispo de Ischia                                          |
|                             | Diego Parodi, M.C.C.I.                           | 1972-1980  | Nomeado Bispo de Ischia                                          |
|                             | Antonio Zama                                     | 1967-1977  | Nomeado Arcebispo de Sorrento e Bispo de Castellammare di Stabia |
|                             | Paolo Savino                                     | 1959-1967  |                                                                  |
|                             | Vittorio Longo                                   | 1956-1974  |                                                                  |
|                             | Aurelio Marena                                   | 1946-1950  | Nomeado Bispo de Ruvo e Bitonto                                  |
|                             | Giuseppe De Nicola                               | 1941-1958  |                                                                  |
|                             | Alfonso Ferrandina                               | 1938-1955  |                                                                  |
|                             | Salvatore Meo                                    | 1926-1936  |                                                                  |
|                             | Giuseppe d’Alessio                               | 1916-1945  |                                                                  |
|                             | Giuliano Tommasuolo                              | 1906-1918  |                                                                  |
|                             | Pasquale de Siena                                | 1898-1920  |                                                                  |
|                             | Giuseppe Cigliano                                | 1898-1906  |                                                                  |
|                             | Ernesto Angiulli                                 | 1894-1918  |                                                                  |
|                             | Michele Zezza di Zapponeta                       | 1891-1893  | Nomeado Bispo de Pozzuoli                                        |
|                             | Filippo Degni di Salento                         | 1886-1913  |                                                                  |
|                             | Rosario Maria Frungillo                          | 1877-1886  |                                                                  |
|                             | Tommaso Michele Salzano, O.P.                    | 1854-1890  |                                                                  |
|                             | Raffaele Carbonelli                              | 1850-1865  |                                                                  |
|                             | Camillo Monteforte                               | 1849-1875  |                                                                  |
|                             | Ignazio de’ Bisogno                              | 1849-1865  |                                                                  |
|                             | Raffaele Serena                                  | 1837-1858  |                                                                  |
|                             | Ferdinand Corbi                                  | 1833-?     |                                                                  |
|                             | Ambrosi de Magistris                             | 1818-1820  |                                                                  |
|                             | Tommaso Vespoli                                  | 1762-?     |                                                                  |
| Administradores apostólicos |                                                  |            |                                                                  |
|                             | Giuseppe Spinelli                                | 1753-1754  |                                                                  |
|                             | Giambattista Patrizi                             | 1702-1703  |                                                                  |
|                             | Ranuccio Cardeal Farnese, O.S.Io.Hieros          | 1544-1549  |                                                                  |
|                             | Oliviero Cardeal Carafa                          | 1503-1505  |                                                                  |